# Platylomalus exiguus
Platylomalus exiguus är en skalbaggsart som först beskrevs av Fahraeus in Boheman 1851.  Platylomalus exiguus ingår i släktet Platylomalus och familjen stumpbaggar. Inga underarter finns listade i Catalogue of Life.